# Emilio Gabaglio
Emilio Gabaglio (Como, 1º luglio 1937 – Roma, 7 ottobre 2024) è stato un politico e sindacalista italiano, cattolico e socialista, sesto presidente delle ACLI, dirigente della CISL e Segretario generale della Confederazione Europea dei Sindacati dal 1991 al 2003.

## Biografia
Si laureò in Economia alla Cattolica di Milano.
Il 22 giugno 1969 fu eletto presidente nazionale delle ACLI, incarico che svolse fino al 5 novembre 1972.
Il suo mandato forse fu il più tormentato, perché cominciò poco dopo la rottura con la gerarchia cattolica: con una lettera del 6 marzo 1970 il cardinale Antonio Poma, presidente della Conferenza Episcopale Italiana, chiese conto delle scelte fatte dalla presidenza Labor e confermate da Gabaglio, il quale convocò, rivendicando l'autonomia del movimento (e provocando il disappunto del suo predecessore Livio Labor), un convegno che si tenne a Vallombrosa dal 27 al 30 agosto 1970, sotto il titolo di “Movimento operaio, capitalismo, democrazia”, durante il quale venne lanciata quella si chiamò “la ipotesi socialista delle ACLI”.
Nelle Acli, le correnti interne che non avevano gradito la svolta a sinistra abbandonano l'associazione. La prima separazione strutturata dalle Acli avvenne il 7 febbraio 1971 a Milano con il coordinamento di Gaetano Peretti. Nacquero le Libere Acli la cui linea culturale fu incentrata sulla nuova ideologia cristiana non liberista e non marxista-socialista del prof. Tommaso Demaria in opposizione alla ipotesi socialista di Gabaglio. 
Le conseguenze a questa linea non tardarono a manifestarsi: l'8 giugno 1971 le ACLI furono pubblicamente sconfessate dalla CEI e la sconfessione fu poi confermata il 19 giugno 1971 da papa Paolo VI in persona, che le “deplorò”. Queste reazioni provocarono la quasi immediata marcia indietro di Gabaglio e la sua successiva autocritica, ma a sua volta provocò una lacerazione nelle ACLI. Successivamente a Roma il 1º novembre 1971 si costituì il Movimento Cristiano dei Lavoratori Italiani (MoCLI), con presidente Carlo Borrini. Infine l'8 dicembre 1971 a Roma furono fondate le FederACL con a capo gli onorevoli Giovanni Bersani e Michelangelo Dall'Armellina. Prima delle scissioni le Acli contavano oltre 700 000 iscritti e altri 300 000 iscritti ai servizi sociali collaterali. Le tre nuove formazioni Libere Acli, MoCLI e FederACL contarono 250 000 iscritti. Alle Acli non rinnovarono l'iscrizione altri 180 000 soci. MoCLI e FederACL si unirono a Roma l'8 dicembre 1972 per costituire il Movimento Cristiano Lavoratori.
Estromesso dalla presidenza, Gabaglio passò ad incarichi nella CISL e presso la Confederazione Sindacale Europea, di cui nel 1991 divenne Segretario generale.
Nel 2009 divenne presidente del Forum Lavoro del Partito Democratico sotto la segreteria di Pier Luigi Bersani.